# 黒津崎海岸

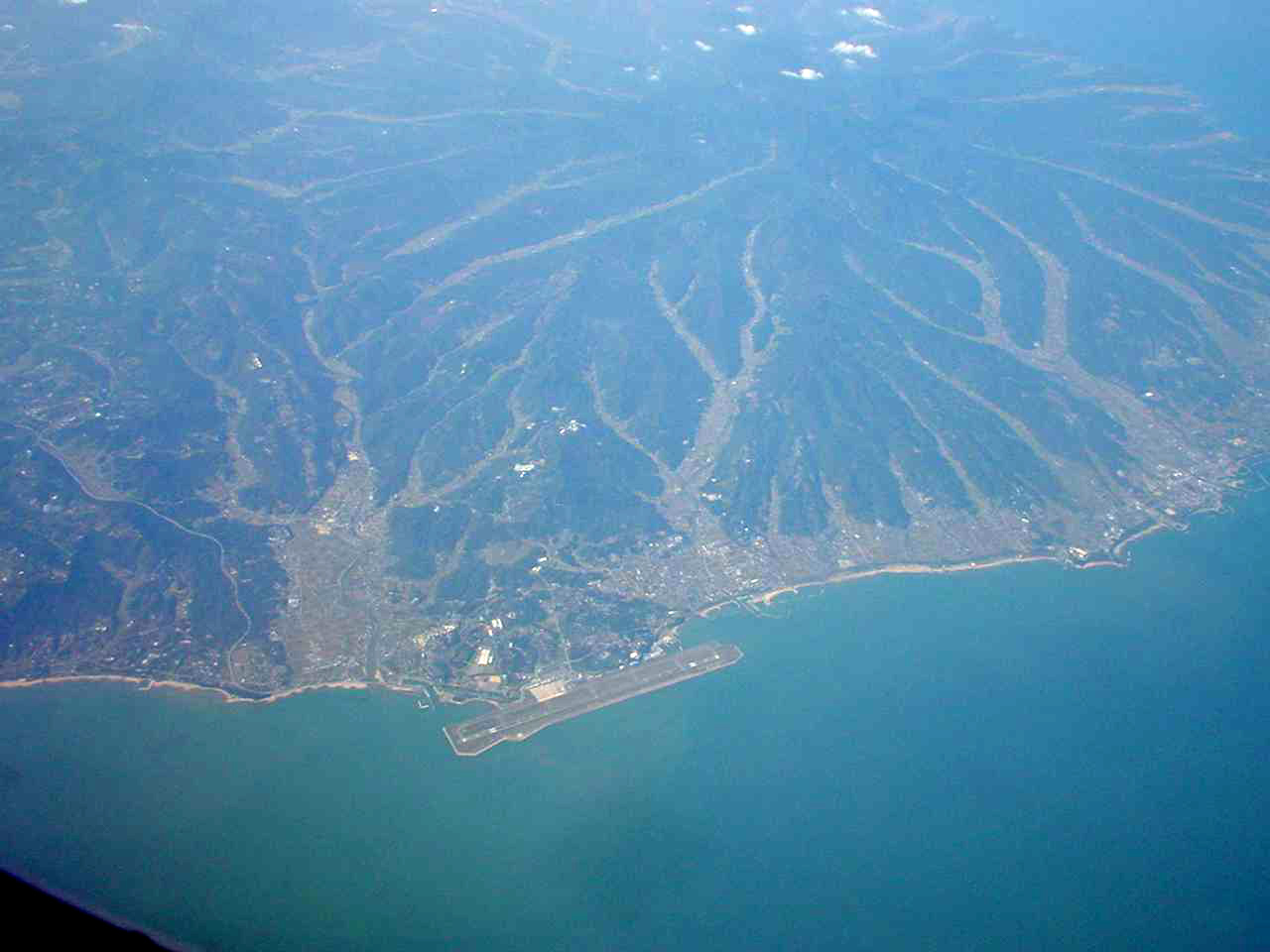
右端の白砂の海岸が黒津崎海岸。中央は大分空港。

黒津崎海岸（くろつざきかいがん）は、大分県国東市国東地区の国東半島東部にある砂浜海岸である。

## 概要
国東半島は大分県北東部にあるほぼ円形の半島であり、黒津崎海岸はその東端で、大分空港のやや北、国東市国東地区の中心部のやや南に位置している。
黒津崎という小さな岬から南北に白砂青松の砂浜が延びており、延長は2.2kmに及ぶ。瀬戸内海の伊予灘に面し、海岸には奇岩が点在する。大分百景のひとつに選定されている。
この海岸に沿って、半島の海側を周回する国道213号が走っている。近隣にはソニーセミコンダクタ九州大分テクノロジーセンターが立地する。

## 自然
アカウミガメの産卵地である。

## 観光
海水浴場として有名であるが、県中部の大分市、別府市方面からも、県北部の中津市、宇佐市方面からも距離があり、県中部方面からは途中に奈多海岸等の海水浴場もあるため、比較的混雑が少ない。
黒津崎国民休養地として国民休養地に指定されている。海岸の南に市営の宿泊施設「いこいの村国東」が設置されているが、指定管理者を置き「ホテルベイグランド国東」を名乗っている。北側の黒津崎の西にかつて国民年金保養センター「くにさき望海苑」があったが閉鎖し、別会社が運営する「ホテルヴィラくにさき」となっている。この2か所が主な宿泊施設となっている。ホテルヴィラくにさきに隣接して、道の駅くにさきが設けられている。

## 交通
- 鉄道・バス：JR九州日豊本線杵築駅から大分交通バスで約60分（または大分駅から大分交通バスで約2時間）、黒津崎または黒津崎海岸停留所下車。
- 自動車：国道213号からすぐ。